# Hontariego
Hontariego fue una localidad española que desapareció a principios del siglo XVII. Estaba situada en la actual provincia de Segovia (comunidad autónoma de Castilla y León), en la zona donde se halla el municipio de Hontalbilla. En su época, pertenecía a la Comunidad de Villa y Tierra de Cuéllar, encuadrada dentro del Sexmo de Hontalbilla.

## Geografía
Su término municipal se halla situado a 2,5 kilómetros de Hontalbilla en dirección oeste, al este de varios pinares y al norte de la Laguna Lucía. Aún se conservan restos de sus cercas y casas.

## Historia
Aparece por primera vez en 1247 con el nombre de Fuente Tariego, mientras que ya a principios del siglo XVI se denomina Fontariego. Su iglesia, hoy ermita estaba dedicada a San Miguel, todavía se celebra anualmente en este templo una misa solemne, una procesión y se saca su imagen de Cristo con los bailes y danzas por las calles de Hontalbilla. En 1609 se une al concejo de Hontalbilla, y en 1627 estaba completamente despoblado.